# ASTRON
ASTRON group, s. r. o. je český polygrafický komplex se sídlem v Praze-Kbelích. Společnost poskytuje služby v oblasti tisku, digitální komunikace a 3D reklamy. Technologické zázemí zahrnuje průmyslové tiskárny pro ofsetový a malonákladový tisk, velkoformátový tisk, potisk textilu, výrobu POS a POP materiálů, výrobu světelné reklamy a další. Výrobní haly se nacházejí v Praze-Kbelích a v Jablonci nad Nisou.

## Historie
Společnost založil v roce 1993 Ing. Tomáš Novák, který je nadále jejím majitelem. V počátku byl předmětem podnikání firmy prodej počítačových sestav a softwaru a dále předtisková příprava dat. O dva roky později tuto činnost převzalo nově vzniklé ASTRON studio CZ, a. s., které poskytovalo tiskové služby a desktop publishing.
V roce 2000 vznikla sesterská společnost ASTRON print, s. r. o. zaměřená na malonákladový digitální tisk. Ta například jako první v České republice vlastnila Xerox DocuColor 100, stroj schopný tisknout rychlostí 100 oboustranně plnobarevných listů A4 za minutu na papír odvíjený z role široké 50 cm. Se vznikem společnosti Mediaforce, s. r. o. v roce 2003 přibyla vydavatelská činnost, zejména v oblasti firemních magazínů.
V roce 2010 již patřila skupina ASTRON mezi největší polygrafické společnosti na českém trhu. Například první desetibarvový tiskový stroj Komori Lithrone ve formátu B1 s obracecím zařízením byl v České republice instalován právě v tiskárně ASTRON. V roce 2013 došlo k rozšíření aktivit na sever Čech a vybudování druhého výrobního závodu. O rok později byla Mediaforce z pozice šéfa redakce na čas řízena Petrem Bílkem, dlouholetým redaktorem časopisu Maxim.
V roce 2016 získala společnost ocenění Czech Business Superbrands. a v roce 2019 se ASTRON přestěhoval do svého nynějšího sídla v pražských Kbelích.
ASTRON print je také členem asociace POPAI Central Europe, která se zaměřuje na podporu marketingu v místě prodeje.